# 日本の警察

日本の警察の徽章、旭日章

日本の警察（にほんのけいさつ）は、警察法2条1項において規定されている個人の生命、身体および財産の保護、犯罪の予防、鎮圧および捜査、被疑者の逮捕、交通の取締りその他公共の安全と秩序の維持を責務とする行政機関である。

## 歴史

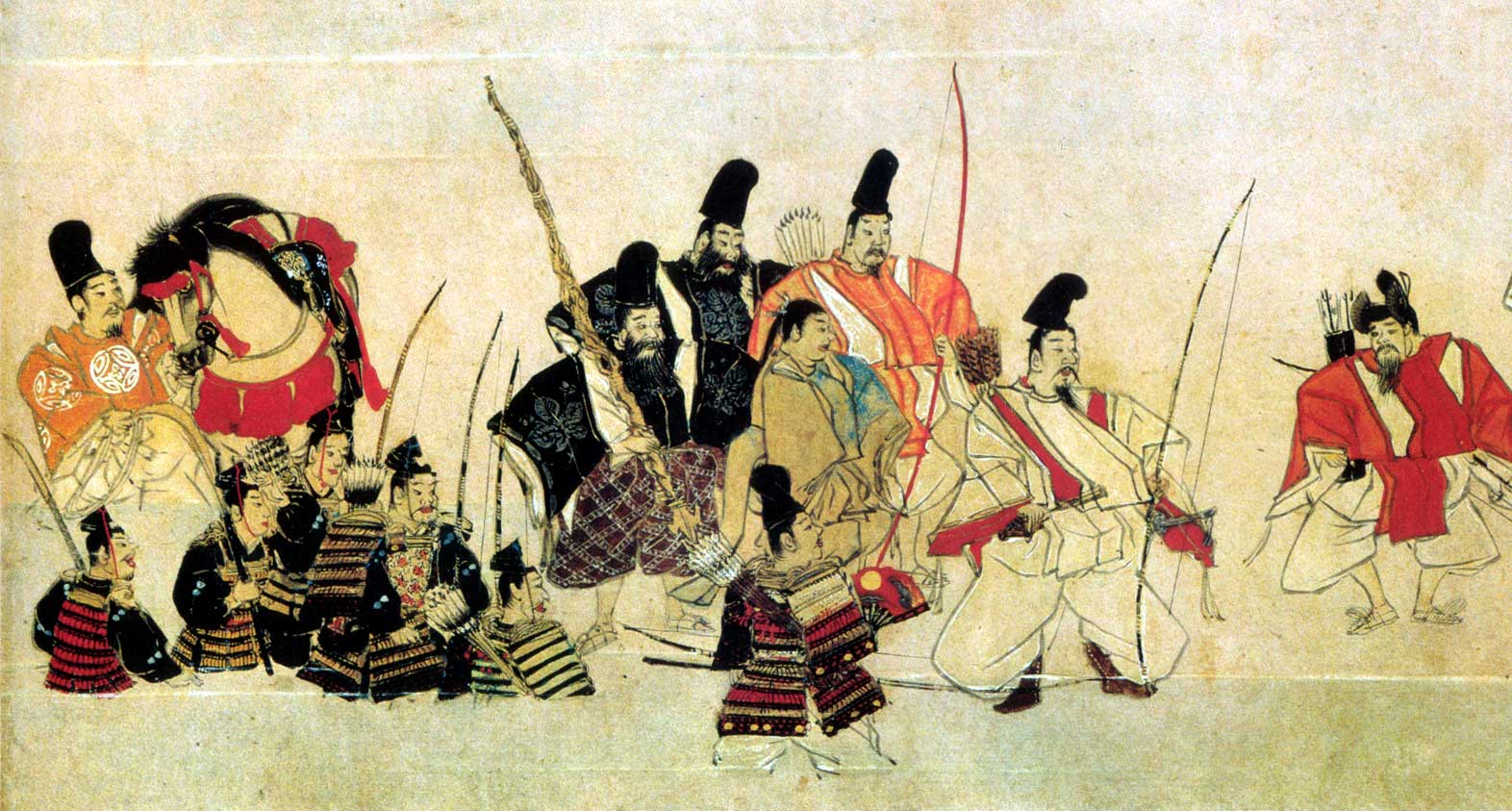
知恩院を警護する検非違使。髭面で巨大な棒を持ち藍染の上着を着ている2人が放免。

飛鳥時代以前の古代日本においては、各地方で実質的な支配権を持っていた豪族などが警察・裁判・刑罰などの事務を担っていた。
律令制下では罪人の逮捕、捜査や拷問、裁判、刑罰の執行を担う組織として刑部省が設置されたが、刑部省が担うのは主に重罪の処罰で、軽罪については各官司が独自の警察・裁判権を持っており、地方においては罪状によっては国司や郡司による刑罰の決定が認められていた。
平安時代の弘仁7年（816年）ごろに警察組織として検非違使が設置され、主に京都の警備にあたった。警備や犯罪捜査などの実務には、罪を許された前科者から構成される放免が当てられた。
江戸時代には警察に相当する組織としては、町奉行や勘定奉行などがあった。江戸市中は町奉行所が扱い、幕府直轄領については勘定奉行が扱った。たとえば江戸には南北の町奉行が、諸国には地名を冠した遠国奉行があり、その職員である与力、同心は現在の警察官に相当した。ただし、与力、同心の人数は人口に対して非常に少なく、江戸の人口100万人（当時の日本は身分制の社会で、城下町の人々は武家方・寺社方・町方（など）に分類され、町奉行の活動の対象となる町方（＝町人）の人口は半分の約50万人）に対して警察業務を執行する廻り方同心は南北合わせて30人にも満たなかった。この人数で江戸の治安を維持することは困難であったため、同心は私的に岡っ引と呼ばれる手先を雇い、警察業務の末端を担わせていた。江戸の岡っ引は約500人、その手下の下っ引を含めて3,000人ぐらいいたという。また、重罪であった放火、押し込み強盗などを取り締まる火付盗賊改方も断続的に設置された。
明治維新によって江戸幕府が崩壊し、新たに薩長土肥が主導する明治政府が誕生すると、諸藩の兵（藩兵）が治安維持に当たった。しかし、藩兵は純然たる軍隊であり、警察ではなかった。1871年、東京府に 邏卒（らそつ）3,000人が設置されたことが近代国家警察の始まりとなった。邏卒には薩摩藩、長州藩、会津藩、越前藩、旧幕臣出身の士族が採用されたが、その内訳は薩摩藩出身者が2,000人、他が1,000人であり、日本警察に薩摩閥が形成される契機となった。同年、司法省警保寮が創設されると、警察権は同省に一括され、東京府邏卒も同省へ移管された。
薩摩藩出身の川路利良は天皇を中心とする中央集権国家にふさわしい警察制度研究のため渡欧し、フランスの警察に倣った制度改革を建議した。司法省警保寮は内務省に移され、1874年に首都警察としての東京警視庁が設立された。
以後の警察は、国家主導体制のもと、管轄する中央省庁の権限委任も多く行われたが、最終的に内務省に警察権が委任され、内務省方の国家警察・国家直属の首都警察としての警視庁と、各道府県知事が直接管理下に置く地方警察の体制に落ち着いた。
1933年に大阪・北区の天六交差点で起きたゴーストップ事件（天六事件）にて、陸軍と警察の大規模な対立が起こり、その後、現役軍人に対する行政措置は警察ではなく憲兵が行うこととされるようになり、軍部が政軍関係を超えて次第に国家の主導権を持つきっかけのひとつとなった。
第二次世界大戦後は、連合国軍最高司令官総司令部（GHQ）により、それまでの中央集権的な警察組織が廃止され、1948年に旧警察法が定められる。旧法では、地方分権色の強い国家地方警察と自治体警察の二本立ての運営で行われるが、1954年には現警察法に改正され、国家行政組織の警察庁と地方組織の都道府県警察に統一されて今日に至っている。
なお、この間、1938年、厚生省が内務省から分立し、衛生業務は保健所に移管された。消防業務に関しては、1948年、国家行政組織として消防庁が設置され、消防は警察から独立し、自治体消防制度が発足した。宮内省皇宮警察部は禁衛府皇宮警察部→警視庁皇宮警察部→国家地方警察本部→皇宮警察府と変遷して警察庁の附属機関の皇宮警察本部に落ち着いた。

## 活動
警察の行う活動を警察活動という。犯罪の予防や治安の維持などの活動を行政警察活動、既に起こった犯罪についての捜査や犯人逮捕などの活動を司法警察活動と呼び、日本の警察活動では、この両者が区別されている。騒乱・内乱を未然に防ぎ、国内の安寧を保つことを目的とする公安警察活動、また、発生した場合に鎮圧することを目的とする警備警察活動は、広義には行政警察活動に含まれる。

## 組織

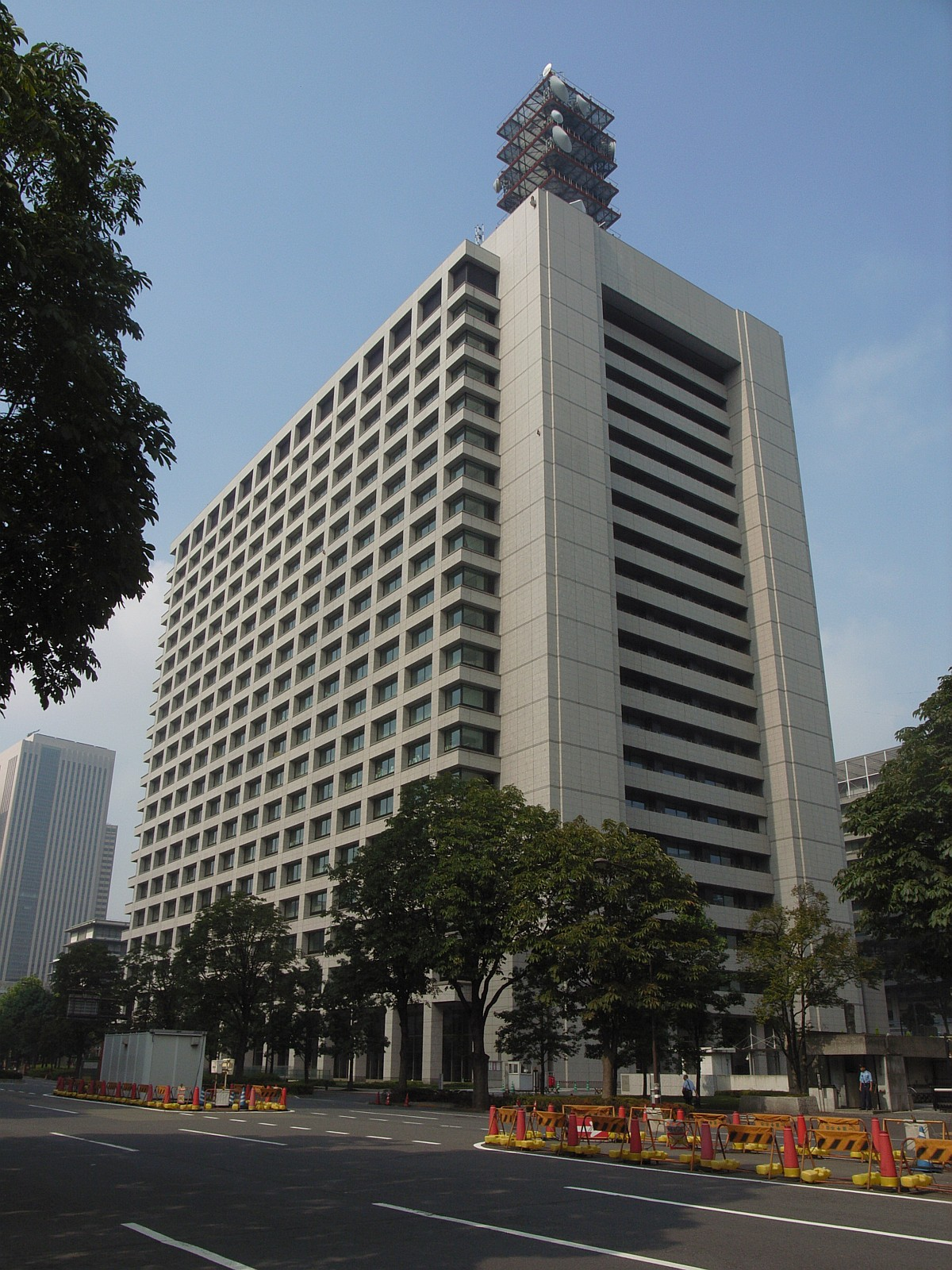
警察庁が置かれている中央合同庁舎第2号館

日本の警察組織は、国の機関としては内閣府の外局である国家公安委員会の特別の機関として警察庁が置かれる。そしてその地方機関として東北、関東、中部、近畿、中国四国、九州の6管区警察局などが設置されている。
警察庁は主に警察政策の企画立案を行う。一方で都道府県警察は、「現場」（実働部隊）を以って捜査・取締りなどを担う。ただし、皇室の警衛を担当する皇宮警察本部は、（「現場」組織ではあるが）国の管理下にあり、警視庁ではなく警察庁の附属機関として設置されている。
地方自治体の警察機関としては、各都道府県公安委員会の管理の下に都道府県警察が設置されるのが、日本の警察組織の基本体形であり、警察庁の傘下ではない。ただし、次の点に注意する必要がある。
- 東京都だけが特別に「東京都警察本部」でなく「警視庁」という名称であり、その長の呼称も「本部長」でなく「警視総監」とされている。また、総監の任免は、国家公安委員会が行い、都公安委員会の同意および内閣総理大臣の承認が必要である[9]。この点も他の道府県警察本部長と異なる。
- 警視庁と北海道警察だけは、警察庁の地方機関である管区警察局の管轄には属していない。これは、北海道が管区（ブロック）と同等の領域・規模であること、警視庁が首都警察であるためである。
- 北海道公安委員会はその管轄を5つの方面に分けている。そのうち札幌方面のみは直轄とし、函館・旭川・北見・釧路の4方面に方面公安委員会を設置している。それに伴い、北海道警察も、方面公安委員会が置かれた方面を所管する組織として方面本部を設置しているが、札幌方面は道警察本部が直轄しており、札幌方面本部は置かれていない。なお、1958年（昭和33年）4月1日の改正までは札幌方面にも方面公安委員会及び方面本部が置かれていた。[10]

国際的な犯罪や各国の警察との連絡調整は、182か国警察が加盟する国際刑事警察機構（ICPO）が管轄しており、日本は1952年（昭和27年）から加盟しており、その日本の窓口は警察庁である。

### 警察庁と都道府県警察の関係
日本の警察組織は都道府県が主体となって設置され（警察法第36条）、都道府県が国の法定受託事務（かつての機関委任事務）として行う事務ではないため、一般的には自治体警察とみなされることが多い。しかしながら、都道府県警察への指揮命令権は、都道府県公安委員会ではなく警察庁が有することや、警視正（職制としては警察本部の主要課課長、主要所轄署の署長）以上の幹部は国家公務員たる地方警務官であることから、実態は国家警察と自治体警察の折衷型に近い。
アメリカ合衆国の警察の場合も同様に「警察委員会」が市レベルから置かれるが、日本のそれよりも権限が強い。性格としては日本の消防が似ている。特に、ニューヨークやサンフランシスコなど大都市圏警察の本部長は市長の直接指揮下に置かれ、処分や勧告・罰則なども市長→警察長→市警察官といった手順で行われる。これに対して日本の場合は警視庁（東京都の警察）を例にとっても都知事→警視総監という序列にはなっておらず、法令上、警視総監は都知事の直接的な指揮下には置かれていない。警視庁は東京都が設置した警察行政機関であるが、警視総監に処分を下せるのは国家公安委員会（警察庁）のみである。
地方警務官制度の建前としては、国家公安委員会が都道府県公安委員会の同意を得て人事が行われることになっているが、これまで一度たりとも都道府県公安委員会が拒否権を発動した事例は無く、都道府県警察の主要幹部はすべて警察庁人事での決定を追認している。また、公安警察に関する予算は国庫支弁となっており、都道府県警察の公安部門は警察庁の直接指揮下にある。

## 職員
警察学校で然るべき教育・訓練を受け、警察手帳や拳銃・警棒・手錠などを所持して実際の警察活動を行う職員を、特に警察官という（公安職）。警察に勤務する職員であっても、各種警察事務を担当し、現場の警察活動には携わらない職員もおり、これらは都道府県警察においては（一般）職員などと総称される。警察庁においては事務職の事務官と通信活動や科学捜査に携わる技術職の技官に区別されている。全ての職員の総称として「警察職員」を用いる。

### 警察官の階級・階級的職位
警察法第62条により9階級に区分される。警察庁長官と巡査長は法的には階級でないが便宜的に記す。
- 警察庁長官（警察庁の長で日本の警察官の最高位の官職名と職位であるが、階級の枠外）
- 警視総監（警視庁の長で階級最高位）
- 警視監（警察庁次長、警察庁内部部局の局長、部長、官房審議官、管区警察局長、大規模道府県警察本部長、警察大学校長、警視庁副総監など）
- 警視長（警察庁課長、小規模警察本部長、大規模警察本部の部長級など）
- 警視正（警察庁理事官、警視庁課長、県警察本部の部長級、大規模警察署長）
- 警視（所属長級：警察本部の参事官、中小規模警察署の署長、県警察本部の課長など その他：副署長・次席、警察本部の管理官、調査官、警察署の刑事官、地域官など）
- 警部（警察署の各課長、県警察本部の課長補佐級など）
- 警部補（警察署の係長級）
- 巡査部長（警察署の主任級）
- 巡査長（巡査長に関する規則（昭和42年国家公安委員会規則第3号）で定められた呼称・職位。警察法上は巡査）
- 巡査（係員）

| 階級序列     | -          | -        | 1        | 1      | 2      | 2      | 3      | 3      | 4      | 4    | 5    | 5    | 6    | 6      | 7      | 7        | 8        | 8        | 8      | -                 | -                 | -                 | 9             | 9             | 9             | 9             | 9             | 9             | 9             | 9             | 9             | 9             | 9             | 9             |
| ------------ | ---------- | -------- | -------- | ------ | ------ | ------ | ------ | ------ | ------ | ---- | ---- | ---- | ---- | ------ | ------ | -------- | -------- | -------- | ------ | ----------------- | ----------------- | ----------------- | ------------- | ------------- | ------------- | ------------- | ------------- | ------------- | ------------- | ------------- | ------------- | ------------- | ------------- | ------------- |
| 階級章       |            |          |          |        |        |        |        |        |        |      |      |      |      |        |        |          |          |          |        |                   |                   |                   |               |               |               |               |               |               |               |               |               |               |               |               |
| 警察庁長官   | 警察庁長官 | 警視総監 | 警視総監 | 警視監 | 警視監 | 警視長 | 警視長 | 警視正 | 警視正 | 警視 | 警視 | 警部 | 警部 | 警部補 | 警部補 | 巡査部長 | 巡査部長 | 巡査部長 | 巡査長 | 巡査長            | 巡査長            | 巡査              | 巡査          | 巡査          | 巡査          | 巡査          | 巡査          | 巡査          | 巡査          | 巡査          | 巡査          | 巡査          | 巡査          |               |
| 肩章（礼装） |            |          |          |        |        |        |        |        |        |      |      |      |      |        |        |          |          |          |        | Second Lieutenant | Second Lieutenant | Second Lieutenant | Officer Cadet | Officer Cadet | Officer Cadet | Officer Cadet | Officer Cadet | Officer Cadet | Officer Cadet | Officer Cadet | Officer Cadet | Officer Cadet | Officer Cadet | Officer Cadet |

警察庁長官は階級外であるため階級章がない（行政官としての職位）が、警視総監の階級章より日章が1個多い計5個の日章を配したものを「警察庁長官章」として規定し、肩章に着用している。
警視監、警視長、警視正の階級にある者のうち警察庁（管区警察局を含む）に勤務している者は当然に国家公務員であるが、都道府県警察に勤務する者（警視総監も含む）も国家公務員であり、この場合、特に地方警務官と呼ぶ。警視以下の階級にある者のうち警察庁（管区警察局を含む）に勤務している者は国家公務員だが、それ以外の都道府県警察に勤務する者は地方警察職員と称される地方公務員である。
巡査（昇任を望まずあえて試験を受けない者も含む）のうち一定の条件を満たすものを「巡査長」に任命する制度がある。職責や待遇は巡査より上がり巡査長としての階級章も付与されるが、国家公安委員会規則で設けられた制度のため正式な階級ではなく、法律上は巡査である（正確を期す際は「巡査長たる巡査」などという）。
警視以下の階級にある場合、国家公務員なら警察庁警視、警察庁警部など、地方公務員なら○●県警視、●○県警部など（東京都の場合は警視庁警視、警視庁警部など）と称するのが正式な官名である。
階級とは別に署長や課長などの役職名もある。また、役職には関係なく、その階級に対する愛称のようなものもあるが、これは各県において違いがある（例えば班長は警視庁では巡査長だが、千葉県警察では警部補のことを指す）。

### 警察官以外の警察職員
警察官以外の一般職員については階級がなく、国家公務員においては、身分種別である事務官、技官が官名である。地方公務員においては、従来、事務吏員、技術吏員が階級相当称として使われてきた。しかし、地方自治法の改正に伴い警察法からも吏員が削除されたため、各都道府県警察で新たに身分称号を制定し、2007年（平成19年）4月から一般職員、職員、事務職員、技術職員などと各都道府県警察まちまちの身分称号となり階級相当称としても使われている。正式には警視庁および道府県警察を冠して○●県警察一般職員などと称する。
特に警視庁においては、東京都の知事部局等と同様に、階級的な呼称、官名に当たる「職層名」として、参事（本部課長・理事官級）、副参事（本部管理官級）、主事（本部係長以下）が存在する。
この他、地方公務員の場合には、警察組織内の役職名に加えて主事、技師などの行政職上の職位に補される。

#### 特別司法警察職員
特定の法律違反について刑事訴訟法に基づく犯罪捜査を行う権限が特別に与えられた一部の職員（公務員や民間人）を総称して特別司法警察職員という。水産庁の漁業監督官、皇宮護衛官、自衛隊警務官、麻薬取締官、労働基準監督官、海上保安官などがこれにあたる。詳細は当該項目を参照。

### ギャラリー

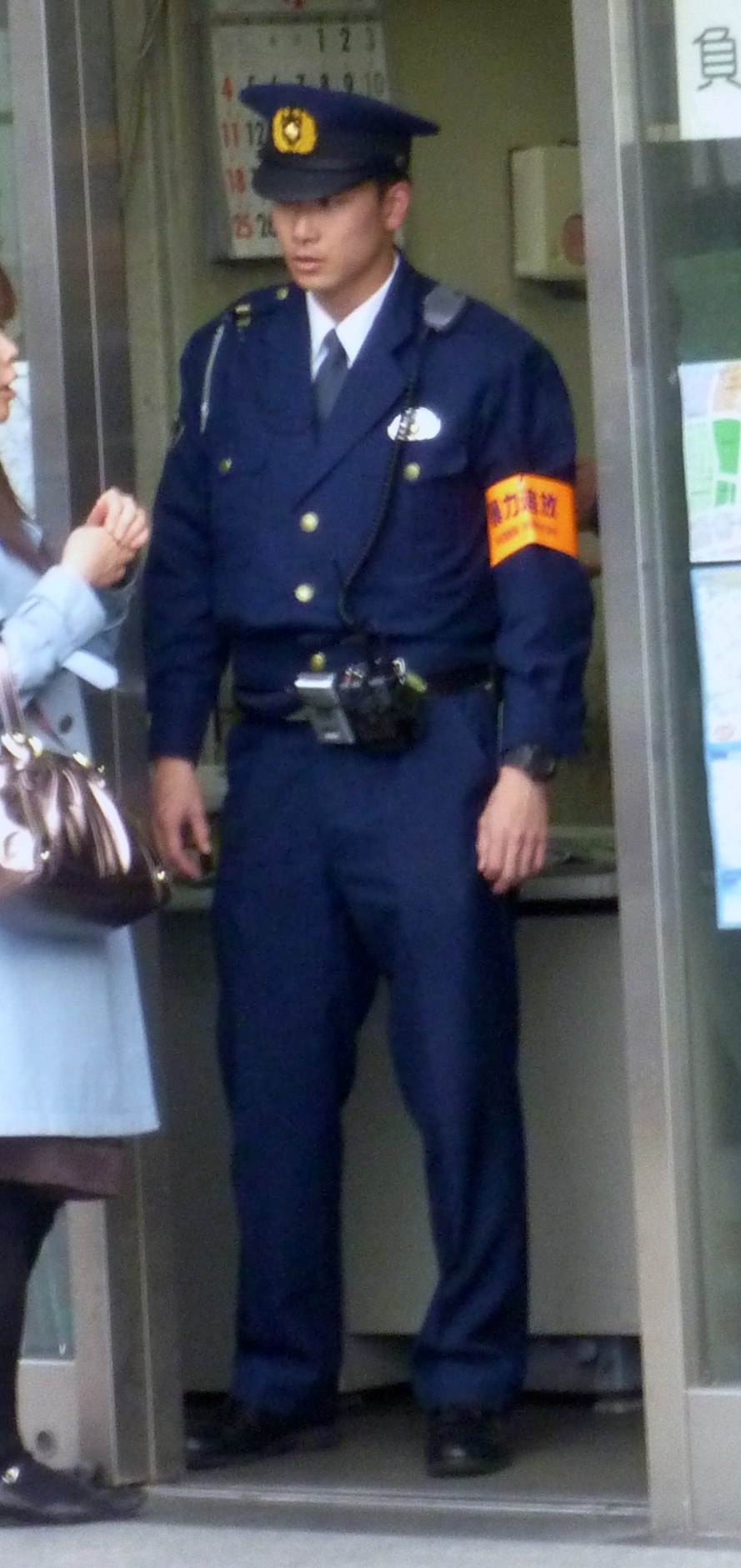
交番で職務を行う警視庁の警察官
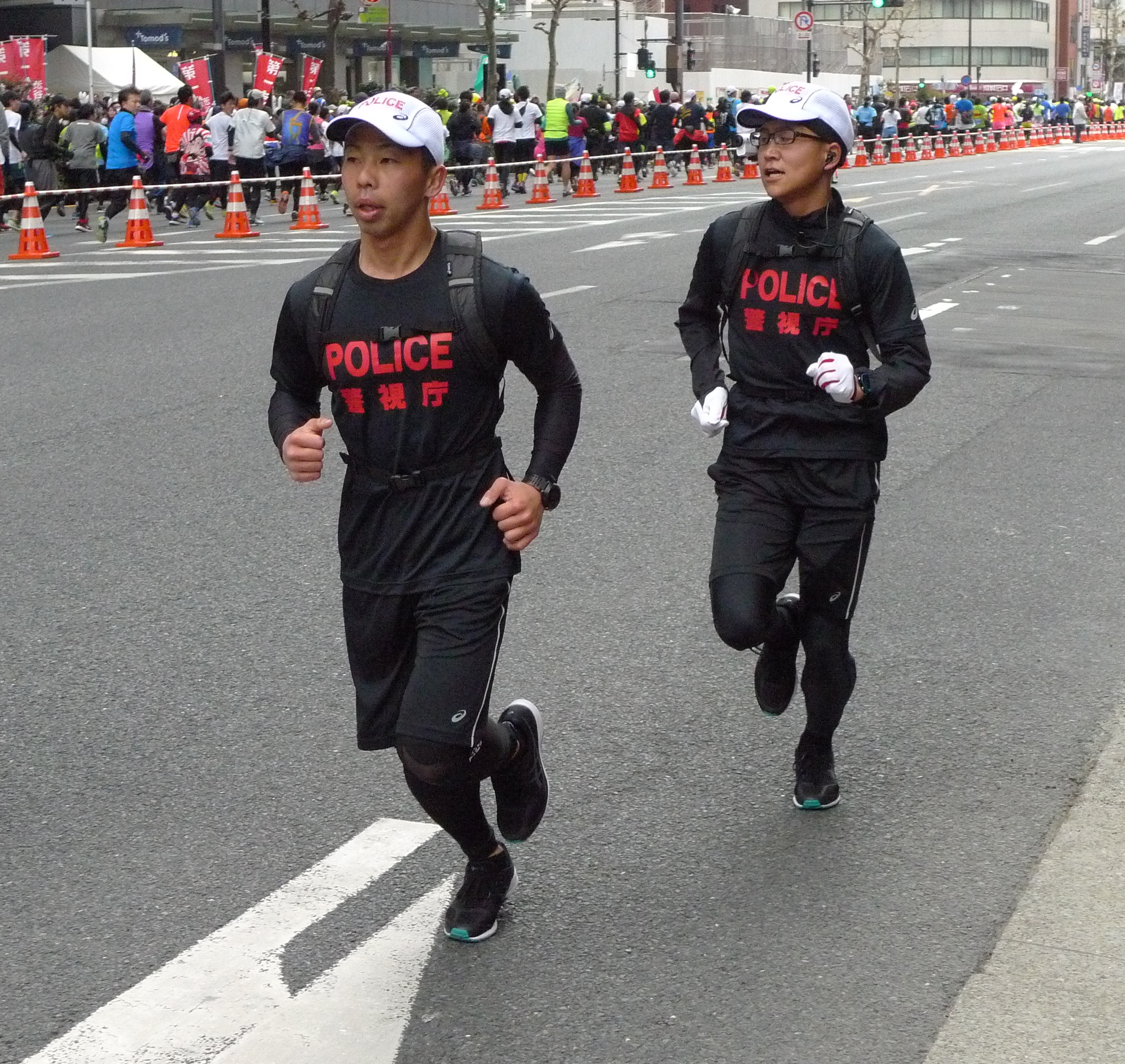
東京マラソンのランニングポリス
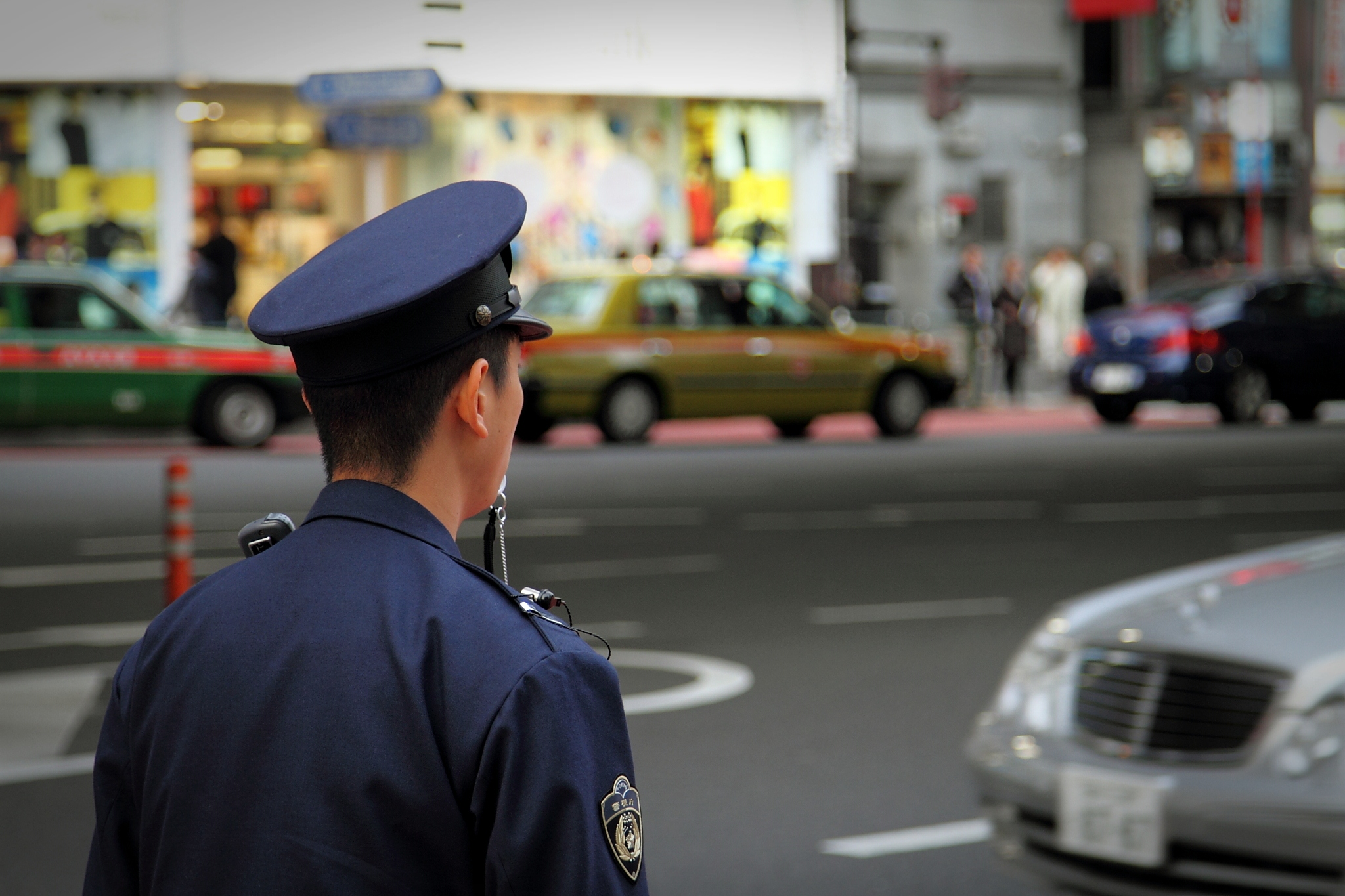
交通取締り中の警察官
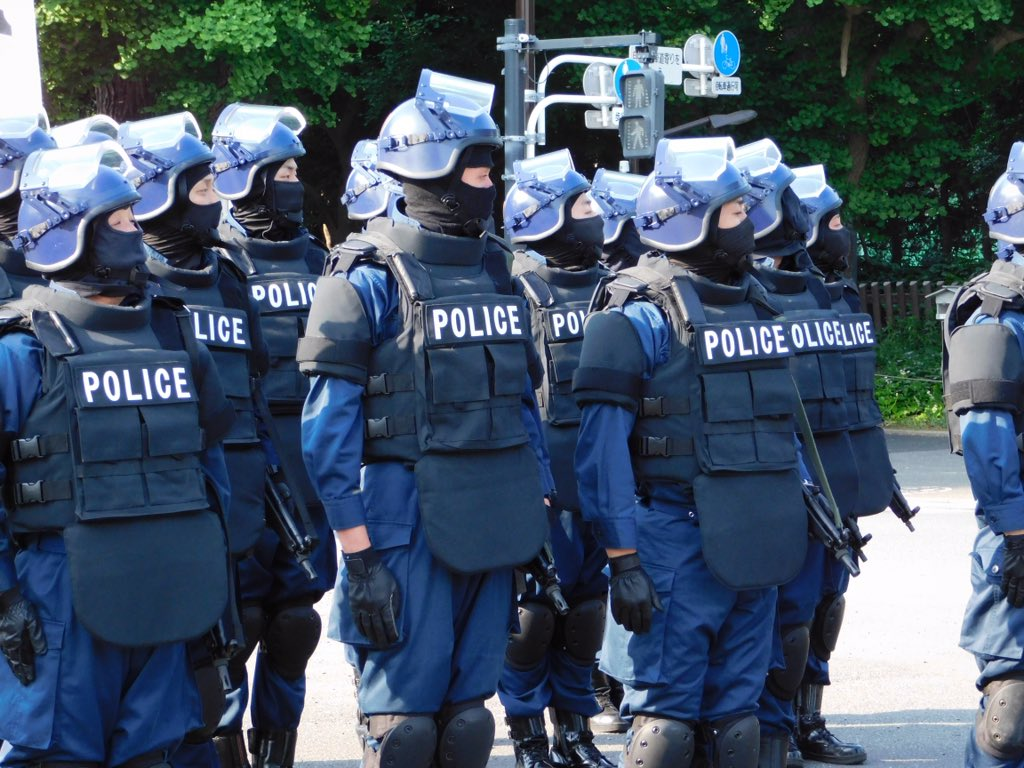
銃器対策部隊
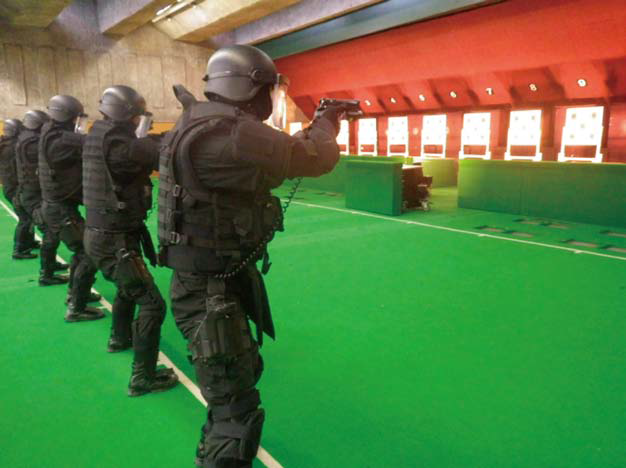
人質立てこもり部隊

## 装備

### 車両

#### 来歴
昭和24年度の時点で、警察車両の勢力は下記の通りであった。
- 自動四輪車
  - 貨物自動車（大・中・小型） - 国家地方警察795両＋自治体警察857両
  - 乗用車（普通・小型） - 国家地方警察1,121両＋自治体警察984両
  - 払下げ車両 - 国家地方警察425両＋自治体警察303両
- オートバイ - 国家地方警察697両＋自治体警察226両（およびサイドカー594両）

特に国家地方警察では、交通不便な地方部を管轄するにもかかわらず、1警察署あたり3両を配備するという基準目標の達成も難しく（昭和24年度時点で2両程度）、また配備されている車両も旧式が多く、故障率は3割に達していた。1949年10月24日の参議院地方行政委員会の報告書でこれら警察装備の充実強化が取り上げられるなど、問題がクローズアップされるのに伴い、少なくとも数的には充足が図られており、1954年7月の新警察法施行時点での警察車両は下記の通りであった。
- 指揮用車2,041両
- 捜査用車296両
- 小型輸送車1,922両
- 無線警ら車567両
- 白バイ664両
- その他3,904両

しかし国家地方警察と自治体警察で別々に整備されていたことから車種の統一が図られず、また国内の自動車産業が復興途上であったこともあり、依然として中古車が多数を占めていた。このことから質的整備が急がれ、昭和34年度からは、やはり質的整備に重点を置いた車両整備五箇年計画が発動された。しかしこの時期、モータリゼーションの進展に伴い交通事情が急激に悪化していたほか、自動車利用犯罪も多発傾向となっていたことから、質的だけでなく数的な向上が強く求められるようになり、昭和39年度から第一次車両整備三箇年計画、昭和42年度からは第二次車両整備三箇年計画が発動された。これらによって数的な向上も図られたほか、従来はジープ型が調達されていたのに対し、捜査用車はライトバン型、無線警ら車・指揮用車はセダン型に切り替えられた。また第二次車両整備三箇年計画では、70年安保対策として警備対策車両などの整備も図られた。

#### 種類
- 地域警察活動
  - 警ら用自転車
  - 原動機付自転車（交番用スクーターなど）
  - 小型警ら車（ミニパト）
  - 無線警ら車（警ら用無線自動車）
- 刑事警察活動
  - 機動捜査用車
  - 私服用無線車
  - 護送車
- 交通警察活動
  - 交通取締用自動二輪車（白バイ）
  - 交通取締用四輪車（交通取締用無線自動車）
  - 交通取締用四輪車（反転警光灯）
- 警備警察活動
  - 警護車
  - 遊撃車
  - 人員輸送車
  - 常駐警備車
  - 特型警備車

など。

### 船舶

#### 来歴
警視庁では、1945年から1949年までにかけて、旧海軍の機動艇、自動艇、和船型発動機船（チャカ）計21隻を購入し、戦後の混乱に備えていた。全国的に見ると、昭和24年度の国家地方警察の舟艇の保有状況は、機関搭載のもの40隻、艪または櫂によるもの4隻の計44隻であった。またほぼ同時期、全国の自治体警察の合計として、機関搭載のもの169隻、艪または櫂によるもの45隻を保有していた。
その後、1954年の警察法の全部改正で国家地方警察と自治体警察が統合され、警察庁と都道府県警察本部に再編されるのにあわせて、警察用舟艇の購入・配分は、警察庁が直接国費で行うことになった。同年7月に警察用舟艇が警察庁の管理に統合された際、数的には計168隻が在籍していたものの、その2/3までが5トン未満の小型艇で、老朽船も多く、性能的にも劣弱で、極めて不十分な状況であった。
1956年の時点で、東京・川崎・横浜・名古屋・大阪・神戸・下関・門司・若松・博多の10ヶ所に水上警察署が設置されていたが、就役船は全部で18隻程度で、5か所の水上警察署では使用可能な舟艇を1隻ももたないという状況であった。このことから、まず水上警察署を重点とした舟艇の整備が進められ、1959年には、中型艇27隻を含めて計64隻の舟艇が配置されるに至った。このように水上警察署の体制が整ったことから、昭和35年度からはその他の舟艇の整備へと軸足が移された。しかし老朽更新が主体となり、数的な増強は進まなかった。
昭和40年代後半には、高度経済成長とともに港湾の整備が進み、これに伴って、警察用舟艇も質量両面での充実が求められるようになった。1972年の沖縄返還に伴い、琉球政府が所有していた16メートル型警備艇5隻が国有とされて沖縄県警察に配置され、警察用舟艇の合計数は178隻となった。また全日空羽田沖墜落事故や大規模船舶事故を踏まえて、昭和48年度では、従来の水準を大きく上回る有力な警察用舟艇として2代目「ふじ」が建造され、1974年、警視庁に配備された。これは54総トン、全長21メートルで、エンジン2基によって20.8ノットを発揮した。定員32名で冷暖房装置を備え、レーダーも備えていた。

#### 種類
現在では、警察用船舶は、全長に応じて下記の5タイプに分類されている。
| 船種         | 全長                           | 活動水域                                                | 配備数 (平成26年度末現在) |
| ------------ | ------------------------------ | ------------------------------------------------------- | ------------------------- |
| 23メートル型 | 23メートル以上                 | 島嶼部、離島を含む沿海区域まで                          | 14隻                      |
| 20メートル型 | 19メートル以上、23メートル未満 | 離島を含む沿海区域まで                                  | 3隻                       |
| 17メートル型 | 15メートル以上、19メートル未満 | 離島を含む沿海区域まで                                  | 43隻                      |
| 12メートル型 | 10メートル以上、15メートル未満 | 沿海区域より平水区域の多い水域 (波風中程度の水域)       | 48隻                      |
| 8メートル型  | 10メートル未満                 | 小規模な港湾、河川、湖沼等の平水区域 (波風が平穏な水域) | 51隻                      |

これらのうち、23メートル型は、特に密航・密入国、密漁事犯などの海上犯罪対策、災害対策、重要防護施設の警備・警戒、離島連絡等の水上警察活動に重点をおいている。また12メートル型と8メートル型は、落水者の救助や遺体揚収のためのトランサムリフトを装備している。
なお、同様に海上犯罪の取締りにあたっている海上保安庁との分担としては、一般的には河川は警察、港区外は海上保安庁、港内は両者が協議して担当を決めるが、警察になることが多いとされる。
- 沖縄県警察「おきなわ」(23m型)
- 福岡県警察「めかり」(17m型)
- 岡山県警察「はやなみ」(12m型)
- 警視庁「ひめゆり」(8m型)

### 航空機
警察庁では、昭和35年度から各都道府県警察へのヘリコプターの導入を開始し、昭和38年度までにピストンエンジンの小型ヘリコプター6機を配備して、警視庁・大阪・福岡・北海道を拠点として、おおむね管区単位で広域運用を図った。その後、昭和41年度で大阪府警察に川崎/ベルKH-4 1機が導入されたものの、これは同年の全日空松山沖墜落事故に伴う二重遭難事故で失われた機体の補充機であり、1960年代を通じて、国有機6機の体制が維持された。
この間、ヘリコプターの改良発達はめざましく、また警察用航空機の需要も著しく増大していた。これに応じて、警視庁では、1968年に富士-ベル204Bを追加導入していた。また昭和46年度からは国有機の増強も開始されたが、こちらもいずれもターボシャフトエンジン搭載の高性能機とされた。
大規模災害対応における運用が増加し、広域運用の強化などによる災害対処能力の向上が求められていることなどを踏まえ、航空機の運用に万全を期すため、警察法施行令（昭和二十九年政令第百五十一号）十三条の規定に基づき、警察用航空機の運用等に関する規則を改正施行（令和三年国家公安委員会規則第一号）し、令和3年度から航空機の運用事務を地域部門から警備部門に移管した。

## 警察通信

### 緊急警察通報電話
警察への事件の緊急通報用電話番号として「110」番が割り当てられている。「110番」に電話をかけると、各都道府県警察本部や地域の通信司令室の110番受理台につながり、場所・事件内容を確認後、管轄の警察署から警察官が出動する形を取っている。場所が警察署の管轄地域の境界に近い場合、管轄の署をめぐって出動に手間取ることが多い。また、ダイヤルの0と9の位置が隣り合っているため、緊急事態であることも加わって、消防・救急（119番）と間違える場合も多いと言われている（110番と119番との受付台で相互に連絡を取り合っている）。
警察への直通電話番号として「110」番が定着しており、警察への問い合わせにも「110」番が使われることが多くなったため、全国共通のプッシュ回線（トーン回線）や携帯電話専用の直通総合相談番号「#9110」も設定され、ダイヤル回線（パルス回線）の場合には、更に別の番号が用意されている。あわせて、警察署の代表番号の下4桁を「110」番から連想しやすい「0110」、「9110」とする地区も多い。
この緊急通報電話システムの創設は、第2次世界大戦後の治安状況の悪化と当時の警察通信状況の悪さに由来する。犯罪被害を受けた市民が警察署や派出所に急報しても、これらの警察署・派出所間の通信が十分整備されておらず、手配・処理が遅延する例が多かったことから、連合国軍最高司令官総司令部は緊急通報専用の電話番号の整備を勧告した。これを受けて、国家地方警察本部と逓信省の折衝の結果、110番制度が整備されることとなった。1948年9月24日の国警本部の通達により、まず都市部を管轄する自治体警察において、同年10月1日より一斉に制度が発足することとなった。東京は110番であったが、大阪・京都・神戸は1110番、名古屋は118番と全国統一はされておらず、1954年（昭和29年）7月1日の新警察法施行をもって110番に統一された。